# Scyphularia pentaphylla
Scyphularia pentaphylla là một loài dương xỉ trong họ Davalliaceae. Loài này được Blume Fée mô tả khoa học đầu tiên năm 1852.